# HTC Dream

Android (operativsystem)

HTC Dream (marknadsfördes även som T-Mobile G1 i USA och vissa delar av Europa och som Era G1 i Polen) är en Internet-anpassad smartphone med ett operativsystem som utformats av Google och hårdvaran är designad av HTC. Det var den första telefonen på marknaden att använda  Android som mobil plattform. Telefonen är en del av en öppen standard-insats av Open Handset Alliance.

## Historia
HTC Dream var den första mobilen utvecklad för Android och presenterades den 23 september 2008. Den släpptes på marknaden 22 oktober 2008 i USA, 30 oktober 2008 i Storbritannien och i början på 2009 i Sverige och övriga europeiska länder. Priset när den släpptes låg på ca 4400 kr och prisutvecklingen har ökat sedan dess och ligger nu på 5500 kr i Sverige.[när?]